# Ernie Gardelin
Ernie Olof Stig Gardelin, född 3 juli 1917 i Visby, död där 18 juni 1990, var en svensk målare.
Gardelin bedrev från 1938 självstudier i målning som han kompletterade med studieresor till bland annat Danmark, Tyskland, Nederländerna, Belgien och Frankrike. Han medverkade sedan 1947 i Gotlands konstförenings sommarsalonger på Visby rådhus. Hans konst består av  landskap och stilleben i olja, pastell eller gouache. Han signerade ibland sina verk med Olof Erne.
Gardelin är begravd på Södra kyrkogården i Visby.